# Фирдавси (район)
Район Фирдавси (тадж. Ноҳияи Фирдавсӣ) — расположенный в самом центре города Душанбе, представляет собой одну из четырех административных единиц столицы Таджикистана. Этот район, охватывающий территорию 29,1 км² и насчитывающий около 209 000 жителей на 2019 год, является неотъемлемой частью богатого культурного и исторического наследия Душанбе.

## История
Район Фирдавси был назван в честь великого персидского поэта Абул-Касима Фирдоуси, чье имя знаменует золотую эпоху таджикской литературы и культуры. Фирдавси, также известный как Фирдавсӣ на таджикском языке, оказал огромное влияние на формирование культурного ландшафта региона, и его имя стало символом красоты и возвышенности.